# Montreuil-sur-Maine
Montreuil-sur-Maine ist eine französische Gemeinde mit 792 Einwohnern (Stand: 1. Januar 2022) im Kanton Tiercé, im Arrondissement Segré, im Département Maine-et-Loire und in der Region Pays de la Loire. Die Einwohner werden Montreuillais genannt.

## Geografie
Montreuil-sur-Maine liegt etwa 23 Kilometer nordnordwestlich von Angers am Fluss Mayenne in der Segréen. Umgeben wird Montreuil-sur-Maine von den Nachbargemeinden Chambellay im Norden, Chenillé-Champteussé im Osten und Nordosten, Thorigné-d’Anjou im Osten und Südosten, Le Lion-d’Angers im Süden und Westen sowie Segré-en-Anjou Bleu im Westen und Nordwesten.

## Bevölkerungsentwicklung
| 1962                       | 1968 | 1975 | 1982 | 1990 | 1999 | 2006 | 2018 |
| -------------------------- | ---- | ---- | ---- | ---- | ---- | ---- | ---- |
| 438                        | 381  | 338  | 380  | 469  | 558  | 686  | 774  |
| Quellen: Cassini und INSEE |      |      |      |      |      |      |      |

## Sehenswürdigkeiten
Siehe auch: Liste der Monuments historiques in Montreuil-sur-Maine
- Kirche Saint-Pierre
- Herrenhaus Le Chouannière
- Mühle und Schleuse von Montreuil-sur-Maine

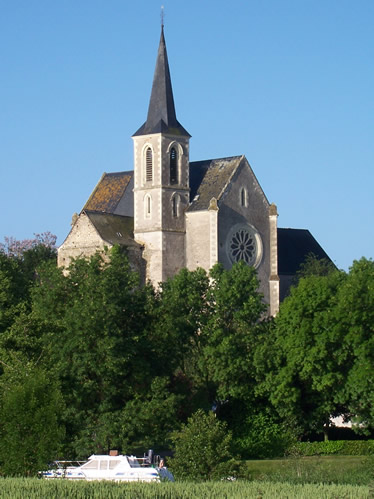
Kirche Saint-Pierre
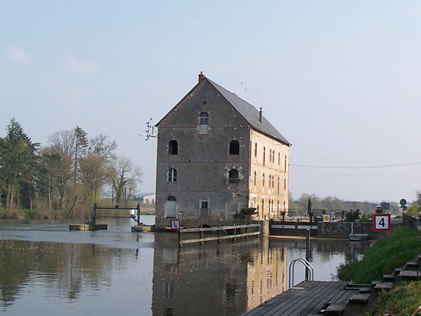
Mühle von Montreuil-sur-Maine